# HASTK Mladost Iskon
HASTK Mladost (Hrvatski akademski stolnoteniski klub Mladost) jedan je od najuspješnijih ženskih klubova u zemlji kojeg uvijek predstavljaju najbolje hrvatske stolnotenisačice. To potvrđuju brojna priznanja i postignuti športski rezultati na svjetskim, europskim i regionalnim natjecanjima, kao i na državnim prvenstvima. Iako već 66 godina odgaja mnoge generacije, i dalje svakodnevno radi na popularizaciji stolnog tenisa jer ovaj šport želi približiti svim ljudima, a uskom suradnjom s muškim stolnoteniskim klubom GSTK Zagreb to i uspijeva.

## Povijest
Datum osnivanja HASTK "Mladost može se smatrati 12. lipnja 1945. godine kada je osnovano Zagrebačko omladinsko fiskulturno društvo "Mladost". Isto se 9. prosinca 1946. godine ujedinilo s Fiskulturnim društvom "Akademičar" u "Omladinsko studentsko fiskulturno društvo Mladost" koje danas djeluje pod nazivom "Hrvatski Akademski Športski Klubovi Mladost", odnosno danas je dijelom Hrvatskog akademskog športskog društva Mladosti.
Od početnog oblika sekcije za stolni tenis, tijekom vremena nastaje organizacijski oblik kluba, koji već duže vrijeme nosi ime "Hrvatski Akademski Stolnoteniski Klub Mladost", skraćeno HASTK "Mladost".
U rasponu od 60 godina u klubu su odgojeni deseci generacija stolnotensikih športašica i športaša, s nekoliko stotina vrhunskuh igračica i igrača, uz aktivno sudjelovanje stotine športsih djelatnika entuzijasta i trenera. Za svoje značajno djelovanje u stolnoteniskom športu, 1999. godine, u povodu proslave rada Stolnoteniskog saveza Hrvatske, HASTK "Mladost" je proglašen najboljim hrvatskim klubom u tijeku 60 godina djelovanja saveza. Navedeno priznanje je samo dio priznanja koje je dobio klub, a nadopunjuje se s nagradom Grada Zagreba 1984. godine, trofejom HSTS, šest nagrada seniorskoj ekipi kao najboljoj športskoj ekipi Grada Zagreba, te nekoliko puta izborom za najbolji klub u okviru HAŠK "Mladost".
Osim priznanja klubu, njegovi članovi dobivaju istaknuta priznanja za svoja športska dostignuća i dugogodišnji rad. Tako su Žarko Dolinar 1954. i Branka Batinić 1984. proglašeni najboljim športašima države, a društvena priznanja dobilo je i nekoliko vodećih športskih djelatnika kluba. Nagradu fizičke kulture 1967. godine dobiva Lovro Ratković, 1978. godine Radivoj Hudetz, 1983. godine Branka Batinić, a 1993. godine Viktor Fiolić dobiva nagradu Hrvatskog olimpijskog odbora za životno djelo.
Godinama se športska aktivnost kluba odvijala u "podstanarstvu" u raznim malim dvoranama u Zagrebu. Počelo je u maloj dvorani u Palmotićevoj ulici, zatim drvenim barakama na Savi i sl. Zaslugom agilnog Lovre Ratkovića, 15. kolovoza 1965. godine konačno je u športskom parku "Mladost" na Savi sagrađena dvorana čiju jednu polovicu koriste stolnotenisači.
Inicijativom i izrađenim projektom i financijskom pomoći sa strane Dr. Viktora Fiolića započela je dogradnja kata na postojećem objektu na Savi, što se kasnije uklopilo u financiranje "Univerzijade '87". Novosagrađeni objekt je otvoren srpnja 1985. godine kao prvi pred početak "Univerzijade '87", velike športske manifestacije održane 1987. godine u Zagrebu.
Treba naglasiti da je većina članova kluba postala akademskim građanima zemlje koji su svoji radom doprinijeli njenom boljitku.
Klub je kontinuirano vodio brigu o svojim članovima, što se među ostalim očitavalo u pomoći oko zaposlenja i rješenju njihove stambene problematike (Zlatko Novaković, Amela i Jasna Fazlić, Branka Batinić, Tamara Boroš i Eldijana Aganović), što je unosilo sigurnost članovima kluba.
Članovi kluba su godinama nosioci stolnoteniskog športa u Zagrebu i Hrvatskoj. Športski djelatnici kluba su stalno prisutni u športskim savezima grada, republike, kako bivše tako i sadašnje države. Klub je organizator Prvenstva države, raznih međunarodnih susreta, značajnih turnira i jubilarnih susreta, što sve zaokružuje sliku o značaju kluba ne samo sa športskim rezultatima, nego i na njegov utjecaj na sva zbivanja u stolnoteniskom športu.

## Uprava kluba
| Funkcija            | Ime i prezime                                                                                                 |
| ------------------- | --- |
| Predsjednik         | Dijana Vetturelli                                                                                             |
| Potpredsjednik      | Saša Kramar                                                                                                   |
| Počasni predsjednik | Viktor Fiolić                                                                                                 |
| Glavni menadžer     | Viktor Vetturelli                                                                                             |
| Upravni odbor       | Radivoj Hudetz, Robert Ljutić, Saša Kramar, Reno Marolt, Žarko Ratković, Dijana Vetturelli, Viktor Vetturelli |
| Nadzorni odbor      | Stevo Polojac, Žarko Valentić, Srećko Žigman                                                                  |

## Športski uspjesi
Stolnotenisačice i stolnotenisači kluba u pojedinačnim nastupima ili u sastavu državne reprezentacije postigli su sumarno sljedeće rezultate:

#### Olimpijske igre
- 1 brončana medalja - Jasna Rather (Fazlić)

#### Svjetska prvenstva
- 1 zlatna medalja
- 4 srebrne medalje
- 4 brončane medalje

#### Europska prvenstva
Seniorke i seniori
- 2 zlatne medalje
- 3 srebrne medalje
- 7 brončanih medalja

Juniorke i juniori
- 13 zlatnih medalja
- 7 srebrnih medalja
- 14 brončanih madalja

Kadetkinje i kadeti
- 2 zlatne medalje
- 5 srebrne medalje
- 5 brončane medalje

#### Kup Europskih prvaka (ekipno)
- 1 srebrna medalja
- 7 brončanih medalja

#### Kup Europe Nancy Evans (ekipno)
- 2 zlatne medalje
- 4 srebrne medalje
- 1 brončana medalja

#### Ekipno prvenstvo države za seniore i seniorke
- 30 osvojenih medalja

#### Kup države za seniorke i seniore
- 14 osvojenih Kupova

#### Seniorska prvenstva države pojedinačno i u igri parova
- 100 osvojenih naslova prvaka države

Ovdje nisu navedena osvojena razna brojna međunarodna prvenstva drugih država, uspjesi na "Mediteranskim igrama", regionalna natjecanja i sl. Sve navedeno, zajedno sa športskim rezultatima i dobivenim priznanjima, zaokružuje sliku kluba i njegovog značaja za stolnoteniski šport zemlje.

#### Djevojčadska prvenstva
- 36 puta državne prvakinje (stanje 2. svibnja 2012.) (5 naslova zaredom 2006./07. – 2011./12.)[2]

## Akademija
Tradicija Akademije traje već više od šezdeset godina. Iz nje je ponikao veliki broj igračica koje su godinama bile nositelj kvalitete hrvatskog stolnog tenisa (Mirjana Resler, Branka Batinić, Dubravka Fabri, Mirela Šikoronja, Sandra Sušilo, Tamara Boroš, Andrea Bakula...).
Trenutno akademija ima šezdesetak djevojčica od kojih pola svakodnevno trenira te se natječe širom Hrvatske i Europe, a preostalih 30 se upoznaje s tajnama stolnoteniske igre. Trenutno imaju najbolju stolnotenisku školu u Hrvatskoj o čemu govore rezultati koje su postigli posljednjih sezona:
523 - broj osvojenih medalja na natjecanjima državnog i međunarodnog karaktera:
- 173 zlatnih
- 147 srebrnih
- 203 brončane

64  - broj osvojenih medalja na prvenstvima Hrvatske u mlađim kategorijama:
- 26 zlatnih
- 17 srebrnih
- 19 brončanih

23  - broj medalja na Zagipingu koje je najjače natjecanje u ovom dijelu Europe:
- 9 zlatnih
- 7 srebrnih
- 7 brončanih

3   - broj osvojenih medalja na prvenstvima Europe do 12 godina:
- 1 zlatna
- 1 srebrna
- 1 brončana

- Na Europskom Top 10: osvojeno treće mjesto, a osvajačice medalja su: Mateja Jeger, Ida Jazbec, Ana Švarc, Josipa Zajec i Mirna Tomić

## Poznate igračice
Tamara Boroš, Mateja Jeger, Mirela Đurak

## Vanjske poveznice
- Službena stranica kluba  Arhivirana inačica izvorne stranice od 4. rujna 2011. (Wayback Machine)